# Mistrovství světa v biatlonu 2016 – závod s hromadným startem žen
Závod s hromadným startem žen na Mistrovství světa v biatlonu 2016 se konal v neděli 13. března jako v pořadí pátý ženský závod biatlonu v lyžařském středisku v Holmenkollenu. Zahájení závodu s hromadným startem proběhlo v 13:00 hodin středoevropského času. Závodu se zúčastnilo celkem 30 nejlepších biatlonistek.
Obhájkyní titulu byla Ukrajinka Valentyna Semerenková, která skončila na 26. místě.
Mistryní světa se stala francouzská biatlonistka Marie Dorinová Habertová, která jako jedna ze dvou závodnic ze startovního pole zastřílela všechny položky čistě a získala tak v každém závodě mistrovství světa medaili. Svou pátou medaili ze šampionátu získala Němka Laura Dahlmeierová, která skončila na druhém místě, když v cílové rovince porazila bronzovou Kaisu Mäkäräinenovou z Finska.

## Výsledky
| Pořadí                                                                                         | Č. | Sportovec                  | Stát       | Čas     | Střelba (L+L+S+S) | Ztráta  |
| ---------------------------------------------------------------------------------------------- | -- | -------------------------- | ---------- | ------- | ----------------- | ------- |
| Zlatá medaile                                                                                  | 3  | Marie Dorinová Habertová   | Francie    | 35:28,5 | 0 (0+0+0+0)       | —       |
| Stříbrná medaile                                                                               | 2  | Laura Dahlmeierová         | Německo    | 35:35,8 | 1 (0+0+1+0)       | +7,3    |
| Bronzová medaile                                                                               | 7  | Kaisa Mäkäräinenová        | Finsko     | 35:36,6 | 1 (0+0+1+0)       | +8,1    |
| 4.                                                                                             | 6  | Gabriela Soukalová (yr)    | Česko      | 35:59,4 | 1 (0+1+0+0)       | +30,9   |
| 5.                                                                                             | 5  | Anaïs Bescondová           | Francie    | 36:07,7 | 2 (1+0+1+0)       | +39,2   |
| 6.                                                                                             | 9  | Veronika Vítková           | Česko      | 36:11,2 | 2 (1+0+0+1)       | +42,7   |
| 7.                                                                                             | 19 | Marte Olsbuová             | Norsko     | 36:12,4 | 3 (1+0+2+0)       | +43,9   |
| 8.                                                                                             | 14 | Franziska Preussová        | Německo    | 36:12,7 | 2 (1+0+1+0)       | +42,2   |
| 9.                                                                                             | 29 | Fanny Hornová Birkelandová | Norsko     | 36:19,6 | 2 (1+0+1+0)       | +51,1   |
| 10.                                                                                            | 28 | Naděžda Skardinová         | Bělorusko  | 36:20,5 | 0 (0+0+0+0)       | +52,0   |
| 11.                                                                                            | 13 | Susan Dunkleeová           | USA        | 36:28,9 | 3 (2+0+0+1)       | +1:00,4 |
| 12.                                                                                            | 18 | Justine Braisazová         | Francie    | 36:32,7 | 2 (0+1+0+1)       | +1:04,2 |
| 13.                                                                                            | 17 | Jekatěrina Jurlovová       | Rusko      | 36:34,7 | 1 (0+0+0+1)       | +1:06,2 |
| 14.                                                                                            | 8  | Franziska Hildebrandová    | Německo    | 36:48,7 | 1 (1+0+0+0)       | +1:20,2 |
| 15.                                                                                            | 21 | Rosanna Crawfordová        | Kanada     | 36:54,2 | 2 (0+1+1+0)       | +1:25,7 |
| 16.                                                                                            | 15 | Iryna Varvynecová          | Ukrajina   | 36:59,6 | 1 (0+0+1+0)       | +1:31,1 |
| 17.                                                                                            | 24 | Lisa Vittozziová           | Itálie     | 37:03,9 | 1 (0+1+0+0)       | +1:35,4 |
| 18.                                                                                            | 10 | Olena Pidhrušná            | Ukrajina   | 37:07,7 | 2 (2+0+0+0)       | +1:39,2 |
| 19.                                                                                            | 11 | Krystyna Guziková          | Polsko     | 37:08,8 | 3 (1+0+1+1)       | +1:40,3 |
| 20.                                                                                            | 4  | Dorothea Wiererová         | Itálie     | 37:20,1 | 5 (1+2+1+1)       | +1:51,6 |
| 21.                                                                                            | 16 | Lisa Hauserová             | Rakousko   | 37:23,2 | 2 (0+0+1+1)       | +1:54,7 |
| 22.                                                                                            | 23 | Galina Višněvská           | Kazachstán | 37:32,4 | 1 (1+0+0+0)       | +2:03,9 |
| 23.                                                                                            | 25 | Magdalena Gwizdońová       | Polsko     | 37:37,8 | 2 (1+0+0+1)       | +2:09,3 |
| 24.                                                                                            | 1  | Tiril Eckhoffová           | Norsko     | 37:46,7 | 5 (0+1+3+1)       | +2:18,2 |
| 25.                                                                                            | 12 | Julija Džymová             | Ukrajina   | 38:00,6 | 3 (0+2+1+0)       | +2:32,1 |
| 26.                                                                                            | 30 | Valentyna Semerenková      | Ukrajina   | 38:26,7 | 3 (1+0+2+0)       | +2:58,2 |
| 27.                                                                                            | 27 | Hannah Dreissigackerová    | USA        | 38:43,9 | 4 (0+2+1+1)       | +3:15,4 |
| 28.                                                                                            | 22 | Mona Brorssonová           | Švédsko    | 38:51,3 | 2 (0+0+1+1)       | +3:22,8 |
| 29.                                                                                            | 26 | Ingela Anderssonová        | Švédsko    | 39:13,9 | 4 (0+2+0+2)       | +3:45,4 |
| 30.                                                                                            | 20 | Anaïs Chevalierová         | Francie    | 41:25,0 | 7 (3+0+2+2)       | +5:56,5 |
| Č. – startovní číslo závodnice, yr – vedoucí závodnice disciplíny i hodnocení světového poháru |    |                            |            |         |                   |         |